# Расмус Рістолайнен
Расмус Рістолайнен (фін. Rasmus Ristolainen; 27 жовтня 1994, м. Турку, Фінляндія) — фінський хокеїст, захисник. Виступає за «Баффало Сейбрс» у Національній хокейній лізі (НХЛ).
Вихованець хокейної школи ТПС (Турку). Виступав за ТПС (Турку), «Баффало Сейбрс», «Рочестер Американс» (АХЛ).
В чемпіонатах НХЛ — 112 матчів (10+14).В чемпіонатах Фінляндії — 93 матчі (6+17), у плей-оф — 2 матчі (0+0).
У складі національної збірної Фінляндії учасник EHT 2015. У складі молодіжної збірної Фінляндії учасник чемпіонатів світу 2012, 2013 і 2014. У складі юніорської збірної Фінляднії учасник чемпіонату світу 2012.
Досягнення
- Переможець молодіжного чемпіонату світу (2014).

Нагороди
- Найкращий захисник молодіжного чемпіонату світу (2014)